# HMS Duke of York (17)
Pour les autres navires du même nom, voir HMS Duke of York.
Le HMS Duke of York (pennant number 17) est un cuirassé de la classe King George V ayant servi dans la Royal Navy lors de la Seconde Guerre mondiale.

## Construction
Les termes du traité naval de Londres, signé le 22 avril 1930, prolongeaient ceux du traité de Washington de 1922 limitant le tonnage des navires de guerre des marines du Royaume-Uni, de l'empire du Japon, de la France, de l'Italie et des États-Unis. Le tonnage de la marine allemande était quant à lui contrôlé par le traité de Versailles. À l'échéance de ce traité, le 31 décembre 1936, le Royaume-Uni manquait cruellement de cuirassés modernes. Durant cette période (1922-1936), les études de l'Amirauté portaient sur des navires selon les limitations des traités en question. En raison de la nécessité urgente de cuirassés l'Amirauté n'avait pas assez de temps pour retravailler les plans pour des navires avec des canons de 16 pouces comme armement principal.
La quille du Duke of York est posée le 5 mai 1937 chez John Brown & Company à Clydebank en Écosse. Le navire est lancé le 28 février 1940. Achevé le 4 novembre 1941, il rejoint ensuite la Home Fleet à Scapa Flow.

## Description
Le navire a un déplacement de 37 300 tonnes, 42 800 à pleine charge. Il a une longueur de 700 pieds (environ 213 m), une largeur de 103 pieds (environ 31 m) et un tirant d'eau de 30 pieds. Le Duke of York est propulsé par des turbines à vapeur à engrenages Parsons et quatre arbres d'hélice. Ces chaudières peuvent fournir 100 000 chevaux-vapeur et assurer une pointe à 110 000, donnant une vitesse de pointe de 28 nœuds. Il a une capacité de 3 800 tonnes de fioul, qui a ensuite été augmentée à 4 100 tonnes.

## Service actif
À la mi-décembre 1941, le Duke of York embarque le premier ministre britannique Winston Churchill, et une partie de l'état-major britannique, pour un voyage aux États-Unis dans le but de rencontrer le président Franklin Delano Roosevelt. Le navire arrive à Annapolis (Maryland) le 22 décembre 1941. En janvier 1942, il part aux Bermudes pour y réaliser des essais en mer. Il repart pour Scapa Flow le 17 janvier.
De retour au Royaume-Uni, il est affecté à l'escorte du convoi PQ 12 le 1er mars 1942 avec le croiseur de bataille HMS Renown, le croiseur HMS Kenya et six destroyers. Le 6 mars, la flotte est renforcée par le HMS King George V, le porte-avions HMS Victorious, le croiseur lourd HMS Berwick et six destroyers, l'amiral John Tovey pensant que le cuirassé allemand Tirpitz pouvait intercepter le convoi. Le 6 mars, le cuirassé allemand est aperçu en mer par un sous-marin britannique. Une attaque aéronavale est lancée depuis le Victorious, mais sans succès.

### Opérations en Méditerranée
En octobre 1942, le Duke of York est envoyé à Gibraltar en tant que nouveau navire amiral de la Force H, devant soutenir le débarquement en Afrique du Nord les mois suivants, lors de l'opération Torch. Le Duke of York est attaqué par des avions italiens, mais il subit relativement peu de dégâts, protégé par les avions des porte-avions Victorious, Formidable et Furious. Après cela, le Duke of York retourne en Angleterre pour des rénovations.
Le Duke of York reprend son statut de navire amiral le 14 mai 1943 après le départ des HMS King George V et Howe pour l'opération Husky (débarquement allié en Sicile). En juin 1943, il est impliqué dans l'opération Gearbox avec le HMS Anson et deux cuirassés américains, les USS Alabama et USS South Dakota, pour des opérations mineures au Spitzberg et dans la péninsule de Kola.

### Bataille avec leScharnhorst

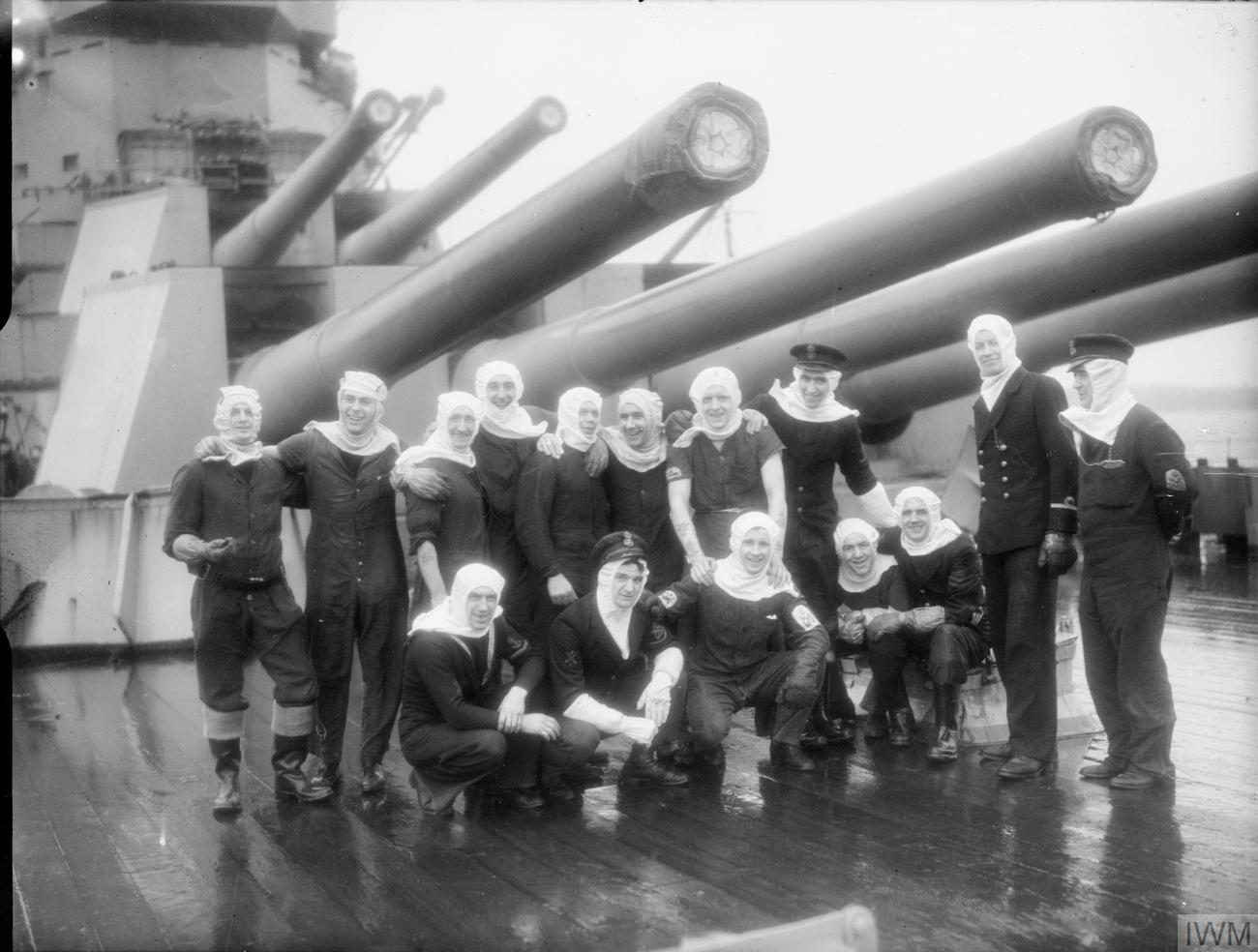
Des membres de l'équipage du Duke of York posent, à Scapa Flow devant une tourelle de 14 pouces après la bataille contre le Scharnhorst.

En 1943, le croiseur de bataille allemand Scharnhorst est affecté en Norvège, une position à partir de laquelle il pourrait menacer les convois arctiques vers l'URSS. Avec la présence du Tirpitz et de deux autres navires cuirassés dans les fjords norvégiens, il est nécessaire pour la Royal Navy de fournir des groupes de combat puissants pour escorter les convois vers la Russie. Un de ces convois est aperçu par les forces allemandes au début de décembre 1943, l'amirauté britannique pressent donc que les convois suivants seront attaqués par les navires allemands. Deux forces de surface sont affectées à la couverture du convoi JW 55B qui quitte Loch Ewe le 22 décembre. Le 25 décembre 1943, le Scharnhorst est signalé en mer. La première force, constituée des croiseurs HMS Belfast, HMS Norfolk et HMS Suffolk et de quatre destroyers rencontre le croiseur allemand peu après 9 h le 26 décembre. Une bref engagement a lieu à 9 h 30, mais le Scharnhorst s'enfuit et distance ses poursuivants. À midi, un nouveau contact a lieu, le Scharnhorst distance de nouveau cette force.
Pendant ce temps, la seconde force constituée du Duke of York, du croiseur léger HMS Jamaica et de quatre destroyers se rapproche et prévoit d'engager le Scharnhorst vers 17 h 15, de nuit. Cependant, le Scharnhorst change de cap et le contact a lieu à 16 h 32, à une distance de 29 700 mètres. La force deux manœuvre pour faire feu en bordée. À 16 h 47, le Belfast et la force un tirent des obus éclairants pour illuminer le Scharnhorst. Cette manœuvre échoue; le Duke of York tire alors un obus éclairant de ses canons de 5,25 pouces prenant ainsi le Scharnhorst par surprise, les canons de ses batteries principales toujours orientés vers l'avant et l'arrière. À 16 h 50 le Duke of York se trouve à 12 000 mètres et tire de toute sa bordée. Bien que pris sous le feu nourri du Duke of York, le Scharnhorst réussit à toucher plusieurs fois le Duke of York. L'un de ses tirs a partiellement sectionné un des pieds du grand mât tripode et a également détruit un câble vital du radar. Un obus de 5,9 pouces traverse aussi le pied du mât avant. À 16 h 55, un obus de 14 pouces, fait taire la tourelle Anton, tandis qu'un autre frappe l'arrière du bateau à la flottaison. Quelques instants plus tard, un obus du Duke of York explose dans la salle des chaudières numéro un du Scharnhorst. En dépit de cette avarie le Scharnhorst retrouve sa vitesse à 18 h 24 et s'éloigne à plus de 21 kilomètres. Le Duke of York cesse le feu après avoir tiré 52 bordées.
La force 2 attaque alors avec des torpilles, 28 torpilles sont tirées pour trois coups au but. Cela ralentit le Scharnhorst suffisamment pour qu'à 19 h 1 le Duke of York ouvre de nouveau le feu, à une distance d'environ 10 kilomètres. Il cesse le feu à 19 h 30 pour permettre aux croiseurs de tirer sur le Scharnhorst. Dix obus de 14 pouces ont touché le croiseur allemand, causant explosions et incendies. Les tourelles Anton et Bruno sont réduites au silence ainsi que la quasi-totalité des batteries secondaires. À partir de 19 h 16, les tourelles principales du Scharnhorst ne sont plus opérationnelles, le navire réduit sa vitesse à 10 nœuds. Le Duke of York cesse de tirer à 19 h 30, les destroyers britanniques tirant 19 torpilles. Le Scharnhorst coule à 19 h 45, 10 h 30 après le premier contact visuel, avec plus de 1 700 hommes d'équipage à son bord. Après son naufrage, la plupart des autres unités allemandes lourdes reculent en Norvège, diminuant ainsi la nécessité de maintenir des forces très puissantes dans les eaux territoriales britanniques.

### Opérations dans le Pacifique
Après la bataille du Cap Nord, il est envoyé à Liverpool pour y être réparé et rénové. Il reçoit un équipement radar et des canons anti-aériens supplémentaires. En août 1944, il participe à l'opération Goodwood qui vise à couler le cuirassé allemand Tirpitz. Le 25 avril 1945, il reçoit l'ordre de rejoindre la flotte britannique du Pacifique en compagnie de son sister-ship, le HMS Anson. Néanmoins, un problème à Malte sur un circuit électrique le retarde. Il atteint Sydney le 29 juillet, trop tard pour prendre part d'une façon significative aux hostilités. Il est présent dans la baie de Tokyo avec le HMS King George V pour la signature des actes de capitulation du Japon. Le mois suivant, il est à Hong Kong pour la capitulation officielle du Japon dans la colonie anglaise. Il y reste jusqu'en 1946, puis revient à Plymouth pour une rénovation.

### Après la guerre
Le Duke of York redevient le navire amiral de la Home Fleet à la fin de la guerre et reste en service jusqu'en avril 1949. Il est désarmé en novembre 1951. Le 18 mai 1957, sa destruction est ordonnée. Il est démoli par Shipbreaking Industries dans la Clyde.

## Évolutions
Durant sa carrière, le Duke of York a été modernisé à plusieurs reprises :
- en avril 1942 à Rosyth, 8 canons Oerlikon 20 mm sont ajoutés ;
- de décembre 1942 à mars 1943 à Rosyth, 14 canons Oerlikon 20 mm sont ajoutés ;
- début 1944, deux canons de 20 mm sont remplacés par des canons doubles de même calibre ;
- de septembre 1944 à avril 1945 à Liverpool, ajout d'artillerie et de radar ;
- 1946, modification de l'artillerie légère.

### Source de la traduction
- (en) Cet article est partiellement ou en totalité issu de l’article de Wikipédia en anglais intitulé « HMS Duke of York (17) » (voir la liste des auteurs).